# Kanton Cléguérec
Kanton Cléguérec (francouzsky Canton de Cléguérec) je francouzský kanton v departementu Morbihan v regionu Bretaň. Tvoří ho osm obcí.

## Obce kantonu
- Cléguérec
- Kergrist
- Malguénac
- Neulliac
- Saint-Aignan
- Sainte-Brigitte
- Séglien
- Silfiac